# Hernán Sala
Walter Hernán Sala (Magdalena, Provincia de Buenos Aires; 24 de octubre de 1992), es un piloto argentino de automovilismo de velocidad. Compitió en las tres divisiones de la categoría Top Race: Junior (2017-2018), Series (2018-2019) y TRV6 (2020). A su vez, tuvo un breve paso por la divisional TC Pista Mouras de la Asociación Corredores de Turismo Carretera.
Sus inicios deportivos tuvieron lugar en el motociclismo, donde compitió hasta el año 2009, debido a un grave accidente en el circuito de su localidad natal.
Tras una prolongada ausencia, su retorno a la actividad tuvo lugar en el año 2017, al ser convocado a competir en una carrera de la divisional TC Pista Mouras de la ACTC. Sin embargo, tras haber corrido en esta competencia, resolvió pasar a competir en la divisional Junior de la Top Race, iniciando su periplo por las divisionales de esta categoría.

## Biografía
Sus inicios deportivos tuvieron lugar en el ámbito del motocross, donde a sus 8 años comenzó a competir en certámenes zonales hasta llegar a categorías de nivel nacional. Sin embargo, mientras desarrollaba la temporada 2009, en el mes de agosto de ese año sufrió un grave accidente que lo marginó de las pistas por un tiempo prolongado.
Nueve años más tarde y por iniciativa de un grupo de amigos, volvió a competir inicialmente desarrollando pruebas de karting, hasta que en 2017 recibió una oferta para competir en la divisional TC Pista Mouras de la ACTC, donde debutó en la cuarta fecha del campeonato, al comando de un Chevrolet Chevy del equipo de Leandro Mulet. Sin embargo, está competencia fue debut y despedida, ya que por esos días conoció al representante Roberto Alonso, del equipo Brelan Group, quien le propuso continuar su carrera en la divisional Top Race Junior, categoría en la que debutó en la quinta fecha de la temporada, corrida en el Autódromo Oscar y Juan Gálvez de la Ciudad de Buenos Aires. Los resultados obtenidos, lo animaron a continuar junto al Brelan Group una temporada más.
En 2018, Sala inició la temporada compitiendo nuevamente en la Top Race Junior dentro del equipo de Roberto Alonso, con atención del SDE Competición. En esta oportunidad participó en 5 de las primeras 7 fechas, ausentándose en las fechas 5 y 6. A pesar de ello, para la fecha 8 se produjo un salto en su carrera deportiva, al darse a conocer su incorporación a la escudería Forcam ABH Sport de Fernando Abraham, apoyada oficialmente por la división Ford Camiones, propiciando de esta forma su debut en la divisional Top Race Series. Su debut se produjo en la octava fecha corrida en el Autódromo Oscar y Juan Gálvez (mismo escenario donde debutó en la divisional Junior en 2017), cerrando su temporada en la última fecha corrida en el Autódromo Parque Ciudad de Río Cuarto.

## Trayectoria
| Temporadas                     | Categorías       | Equipos           | Automóviles              | Carreras | Victorias | Podios | PP    | VR    | Puntos | Pos.  |
| ------------------------------ | ---------------- | ----------------- | ------------------------ | -------- | --------- | ------ | ----- | ----- | ------ | ----- |
| 2017                           | TC Pista Mouras  | RTM Competición   | Chevrolet Chevy          | 1        | 0         | 0      | 0     | 0     | 9      | 49.º  |
| 2017                           | Top Race Junior  | Brelan Group      | Mercedes-Benz CLA Junior | 7        | 0         | 0      | 0     | 0     | 32     | 11.º  |
| 2018                           | Top Race Junior  | Brelan Group      | Mercedes-Benz CLA Junior | 4        | 0         | 0      | 0     | 0     | 14     | 20.º  |
| 2018                           | Top Race Series  | Forcam ABH Sport  | Ford Mondeo Series       | 4        | 0         | 0      | 0     | 0     | 3      | 22.º  |
| 2019                           | Top Race Series  | AyA Sport         | Mercedes-Benz CLA Series | 9        | 0         | 0      | 0     | 0     | 10     | 21.º  |
| 2020                           | Top Race V6      | SDE InBest Racing | Chevrolet Cruze          | 10       | 0         | 0      | 0     | 0     | 13     | 17.º  |
| 2021                           | Top Race V6      | SDE InBest Racing | Chevrolet Cruze          | 2        | 0         | 0      | 0     | 0     | 0      | 25.º  |
| 2023                           | TC Pista Pick Up | Jack Power Team   | Ford Ranger              | 5        | 0         | 1      | 0     | 1     | 142    | 12.º  |
| 2024                           | TC Pista Pick Up | Jack Power Team   | Ford Ranger              | 1        | 0         | 0      | 0     | 0     | 24     | 20.º  |
| Fuente:                        | [ 9 ]            | [ 9 ]             | [ 9 ]                    | [ 9 ]    | [ 9 ]     | [ 9 ]  | [ 9 ] | [ 9 ] | [ 9 ]  | [ 9 ] |
| En cursiva: Temporada en curso |                  |                   |                          |          |           |        |       |       |        |       |

## Resultados

### Top Race Junior
| Temporadas          | Temporadas          | Fechas | Fechas | Fechas | Fechas | Fechas | Fechas | Fechas | Fechas | Fechas | Fechas | Fechas | Fechas | Posiciones finales |
| Equipo              | Automóvil           | Fechas | Fechas | Fechas | Fechas | Fechas | Fechas | Fechas | Fechas | Fechas | Fechas | Fechas | Fechas | Posiciones finales |
| ------------------- | ------------------- | ------ | ------ | ------ | ------ | ------ | ------ | ------ | ------ | ------ | ------ | ------ | ------ | ------------------ |
| 2017                | 2017                | 01     | 02     | 03     | 04     | 05     | 06     | 07     | 08     | 09     | 10     | 11     | 12     | 11.º (32 puntos)   |
| Brelan Group by SDE | Mercedes CLA Junior | NP     | NP     | NP     | NP     | 15     | NP     | 13     | 6      | 6      | 6      | 8      | 10     | 11.º (32 puntos)   |
| Fuentes:            | Fuentes:            |        |        |        |        | [ 10 ] |        | [ 11 ] | [ 12 ] | [ 13 ] | [ 14 ] | [ 15 ] | [ 16 ] | [ 17 ]             |
|                     |                     |        |        |        |        |        |        |        |        |        |        |        |        |                    |
| 2018                | 2018                | 01     | 02     | 03     | 04     | 05     | 06     | 07     | 08     | 09     | 10     | 11     | 12     | 20.º (14 puntos)   |
| Brelan Group by SDE | Mercedes CLA Junior | 13     | 9      | NL     | 6      | 12     | NP     | NP     | NP     | NP     | NP     | NP     | NP     | 20.º (14 puntos)   |
| Fuentes:            | Fuentes:            | [ 18 ] | [ 19 ] |        | [ 20 ] | [ 21 ] |        |        |        |        |        |        |        | [ 22 ]             |

### Top Race Series
| Temporadas       | Temporadas          | Fechas | Fechas | Fechas | Fechas | Fechas | Fechas | Fechas | Fechas | Fechas | Fechas | Fechas | Fechas | Fechas | Fechas | Fechas | Fechas | Fechas | Posiciones finales |
| Equipo           | Automóvil           | Fechas | Fechas | Fechas | Fechas | Fechas | Fechas | Fechas | Fechas | Fechas | Fechas | Fechas | Fechas | Fechas | Fechas | Fechas | Fechas | Fechas | Posiciones finales |
| ---------------- | ------------------- | ------ | ------ | ------ | ------ | ------ | ------ | ------ | ------ | ------ | ------ | ------ | ------ | ------ | ------ | ------ | ------ | ------ | ------------------ |
| 2018             | 2018                | 01     | 02     | 03     | 04     | 05     | 06     | 07     | 08     | 09     | 10     | 11     | 12     |        |        |        |        |        | 22.º (3 puntos)    |
| Forcam ABH Sport | Ford Mondeo Series  | NP     | NP     | NP     | NP     | NP     | NP     | NP     | NP     | 12     | 9      | 18     | 10     |        |        |        |        |        | 22.º (3 puntos)    |
| Fuentes:         | Fuentes:            |        |        |        |        |        |        |        |        |        |        |        |        | [ 23 ] |        |        |        |        |                    |
|                  |                     |        |        |        |        |        |        |        |        |        |        |        |        |        |        |        |        |        |                    |
| 2019             | 2019                | 01     | 02     | 03     | 04     | 05     | 06     | 07     | 08     | 09     | 10     | 11     | 12     | 13     | 14     | 15     | 16     | 17     | 21.º (10 puntos)   |
| AyA Sport        | Mercedes CLA Series | NP     | Ex.    | 11     | 17     | 14     | 16     | 8      | 19     | NP     | NP     | Ex.    | 13     | 15     | NP     | NP     | NP     | NP     | 21.º (10 puntos)   |
| Fuentes:         | Fuentes:            |        |        |        |        |        |        |        |        |        |        |        |        |        |        |        |        |        | [ 24 ]             |

### Top Race V6
| 2020              | 2020              | 01 | 02 | 03 | 04 | 05 | 06 | 07 | 08 | 09 | 10 | 11 |    |    |    |    | 17.º (13 puntos) |  |  |
| SDE Inbest Racing | Chevrolet Cruze I | 8  | 7  | 12 | 12 | 11 | 12 | 9  | 10 | 11 | 13 | 11 |    |    |    |    | 17.º (13 puntos) |  |  |
| Fuentes:          | Fuentes:          |    |    |    |    |    |    |    |    |    |    |    |    |    |    |    | [ 25 ]           |  |  |
|                   |                   |    |    |    |    |    |    |    |    |    |    |    |    |    |    |    |                  |  |  |
| 2021              | 2021              | 01 | 02 | 03 | 04 | 05 | 06 | 07 | 08 | 09 | 10 | 11 | 12 | 13 | 14 | 15 | 23.º (0 puntos)  |  |  |
| SDE Inbest Racing | Chevrolet Cruze I | 13 | NP | NL | NL | NP | NP | NP | NP | NP | NP | NP | NP | NP | NP | NP | 23.º (0 puntos)  |  |  |
| Fuentes:          | Fuentes:          |    |    |    |    |    |    |    |    |    |    |    |    |    |    |    | [ 26 ]           |  |  |